# Кызыл-Аскер
Кызы́л-Аске́р (ранее Чала-Казак, Чалаказаки) — бывшее село. В 1962 году включено в состав города Фрунзе (ныне Бишкек).

## История
С 1912 года село было известно под названием Чала-Казак.
По состоянию на 1913 год в селе на 48 дворах проживало 320 человек, в основном это были киргизы. Преимущественным занятием жителей являлось земледелие, которое велось на площади 212 десятин. Избыточная сельскохозяйственная продукция реализовывалась на Пишпекском базаре.
С начала становления Советской власти село было одной из продовольственных баз Пишкека.
По состоянию на 1934 год в селе проживало 1082 человека. Посевная площадь составляла 809 гектаров.
На карте Киргизской ССР в Большом советском атласе мира 1939 года село было обозначено под названием Чалаказаки.
В 1939—1959 годах являлось центром Кызыл-Аскерского района Фрунзенской области.
По состоянию на 1953 год располагалось на западной окраине города Фрунзе. Имелись железнодорожная станция Пишпек, дом культуры, библиотека, средняя школа.
В 1962 году было включено в состав Ленинского района города Фрунзе.
По состоянию на 1984 год располагалось в западной части города Фрунзе.

## Достопримечательности
На территории села находилось древнее (VII—XII веков) Пишпекское городище (другие названия — Ключевское городище, Кызыласкерское городище), остатки которого до сих пор можно наблюдать на ул. Шуштубе.

## Этимология
Топоним Кызыл-Аскер на русский язык может переводиться как Красносолдатск или Красноармейск.